# Хакер, Йорг Хинрих
Йорг Хинрих Ха́кер (нем. Jörg Hinrich Hacker; род. 13 февраля 1952, Гревесмюлен, Мекленбург-Передняя Померания) — немецкий микробиолог. Член Германской академии естествоиспытателей «Леопольдина» (1998). В период с 2008 по 2010 годы возглавлял институт Роберта Коха. С 2010 года является президентом Леопольдины (национальная Академия наук Германии). Главный редактор научного издания International Journal of Medical Microbiology.

## Биография
C 1970 по 1974 годы Хакер изучал биологию в университете Мартина Лютера в Галле, в 1979 году получил докторскую степень. В период с 1980 по 1988 годы работал в должности младшего научного сотрудника в университете Вюрцбурга, где он прошёл хабилитацию в области микробиологии в 1986 году.
В должности профессора преподавал микробиологию в университете Вюрцбурга с 1988 по 1993 годы. В 1993 году перешёл на кафедру молекулярной инфекционной биологии, где работал вплоть до 2008 года. С 2003 по 2009 годы был вице-президентом Немецкого научно-исследовательского общества. Заменил Рейнхарда Курта на должности президента института Роберта Коха в марте 2008 года и пробыл на этой должности до марта 2010 года. Был избран президентом Леопольдины 1 октября 2009 года. Торжественная церемония инаугурации состоялась 26 февраля 2010 года, и, начиная с 1 марта 2010 года, Хакер официально вступил в должность президента Леопольдины.

## Научная деятельность
Областью научных интересов Хакера является молекулярный анализ бактериальных патогенов, их распространение и изменчивость, а также их взаимодействие с клетками-хозяевами. С 2001 по 2008 годы координировал программы Федерального министерства образования и научных исследований Германии, в частности, PathoGenoMik и PathoGenoMik Plus.